# Maximilian von Schwartzkoppen
Maximilian Friedrich Wilhelm August Leopold von Schwartzkoppen (Potsdam, 24 febbraio 1850 – Berlino, 8 gennaio 1917) è stato un ufficiale prussiano, generale di fanteria e addetto militare tedesco a Parigi.
È noto soprattutto per il suo coinvolgimento nell'affare Dreyfus.

## Biografia
Maximilian von Schwartzkoppen nacque a Potsdam, nella provincia del Brandeburgo, figlio del generale prussiano Emil von Schwartzkoppen (1810-1878) e di sua moglie Anna Marie Luise, nata von Ditfurth (1816-1865). La famiglia Schwartzkoppen, nobile dal 1688, era originaria di Brunswick. Von Schwartzkoppen si arruolò nell'esercito prussiano alla fine degli anni 1860 e partecipò alla guerra franco-prussiana del 1870-71. Fu membro dello stato maggiore con il grado di capitano (Hauptmann) dal 1885 al 1888 e a quel punto divenne aiutante del principe Ernesto Luigi d'Assia.
Il 10 dicembre 1891 von Schwartzkoppen prese la carica di addetto militare dell'Impero germanico a Parigi, mantenendo relazioni con la repubblica francese. Il suo compito era quello di ottenere segretamente informazioni sull'esercito francese, motivo per cui fu coinvolto nell'Affare Dreyfus: nel 1894 ricevette un'offerta anonima per l'acquisto di informazioni militari piuttosto insignificanti, sottolineate in un bordereau non firmato. La carta stracciata, scritta con una calligrafia erroneamente ritenuta dell'ufficiale dell'esercito francese Alfred Dreyfus, ebreo di origine alsaziana, fu recuperata dal cestino di Schwartzkoppen dalla donna delle pulizie il 25 settembre e divenne la prova chiave della ingiusta condanna di Dreyfus per tradimento.
Durante il processo furono sollevati seri dubbi sulla colpevolezza dell'ufficiale ebreo. Investigazioni successive dimostrarono che in effetti von Schwartzkoppen ricevette le informazioni non da Dreyfus bensì dall'ufficiale francese Ferdinand Walsin Esterhazy. Schwartzkoppen stesso confermò l'innocenza di Dreyfus nelle sue memorie, pubblicate postume nel 1930.